# Octave Lebas
Octave Lebas (Bergen, 2 oktober 1917 – 28 juni 2012) was een Belgisch volksvertegenwoordiger.

## Levensloop
Lebas was getrouwd met Marie-Thérèse Séverin en ze hadden vier kinderen.
Hij promoveerde tot doctor in de rechten en hij vestigde zich als advocaat in Bergen. Hij werd later magistraat en was voorzitter van de rechtbank van koophandel van Bergen.
In 1958 werd hij verkozen tot PSC-volksvertegenwoordiger voor het arrondissement Bergen en vervulde dit mandaat tot in 1965.
Van 1960 tot 1980 was hij voorzitter van de oud-leerlingenbond van het Sint-Stanislascollege in Bergen.
Een van zijn broers was Jacques Lebas (4 oktober 1921 - 4 januari 2014), die priester werd in 1945. Hij was achtereenvolgens professor wijsbegeerte in Bonne-Espérance, onderpastoor in Quiévrain en Zinnik, aalmoezenier van de Bernardinen in Kigali (Rwanda), directeur van het Collège Notre-Dame de Kitega (Urundi), pastoor in Harchies, deken in Solre-sur-Sambre en Gilly, diocesaan directeur van de Pauselijke Missiewerken, kanunnik van het bisdom Doornik.